# Đệ Nhất Phu nhân Hoa Kỳ

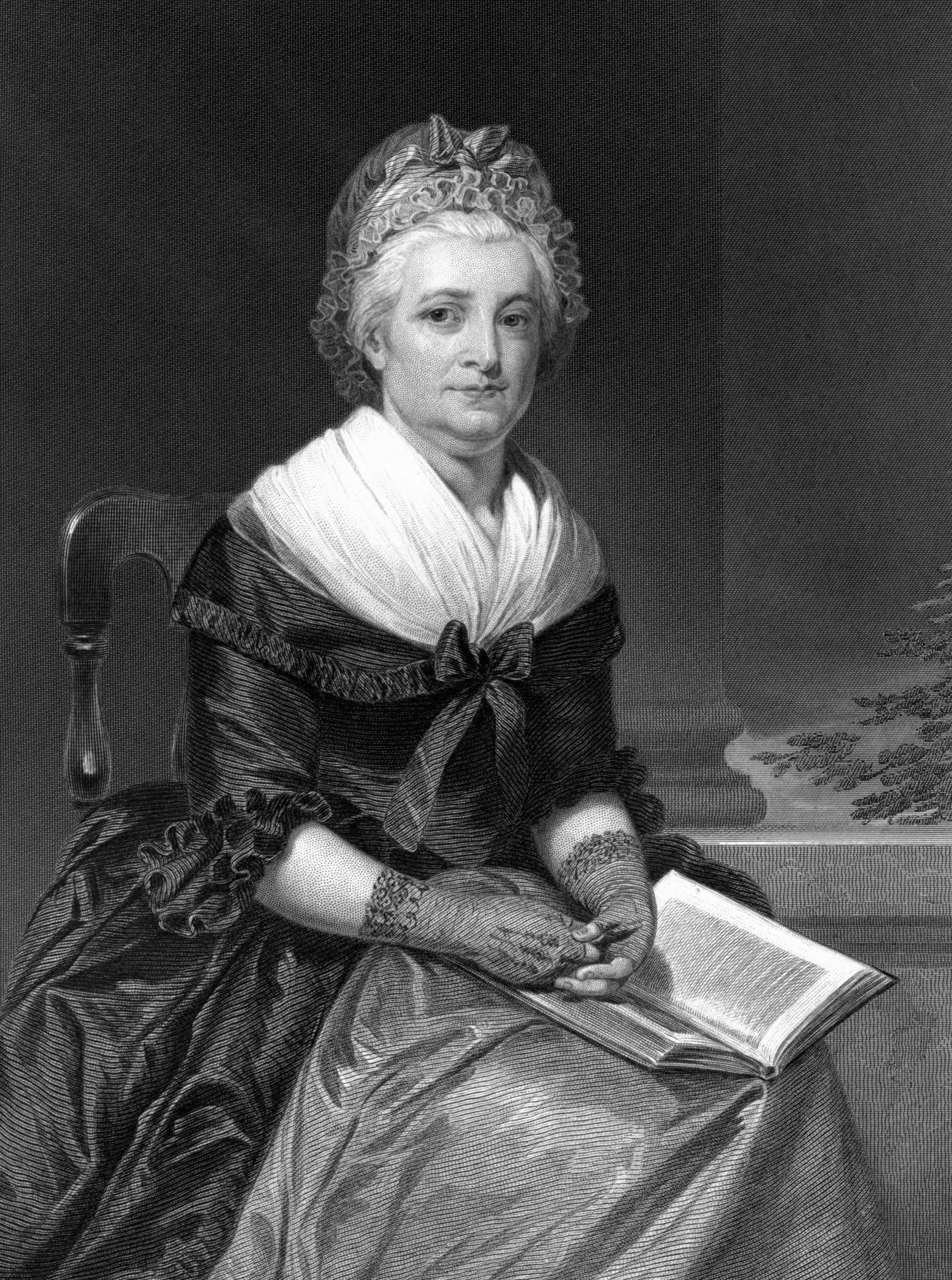
Martha Washington, Đệ Nhất Phu nhân đầu tiên của Hoa Kỳ.

Đệ Nhất Phu nhân Hoa Kỳ là chức danh không chính thức dành cho bà chủ Nhà Trắng, và thường vị trí này thuộc về phu nhân Tổng thống Hoa Kỳ. Đệ Nhất Phu nhân hiện nay là Melania Trump, khi ông Donald Trump trở thành Tổng thống Hoa Kỳ vào cùng ngày.
Cũng có những phụ nữ, không phải phu nhân tổng thống, phục vụ trong cương vị Đệ Nhất Phu nhân, do Tổng thống còn độc thân hoặc góa vợ, hoặc khi phu nhân tổng thống không thể hoặc không muốn thực thi nhiệm vụ của Đệ Nhất Phu nhân. Khi ấy, vị trí này được dành cho một phụ nữ là người thân hoặc bạn của tổng thống.

## Vai trò

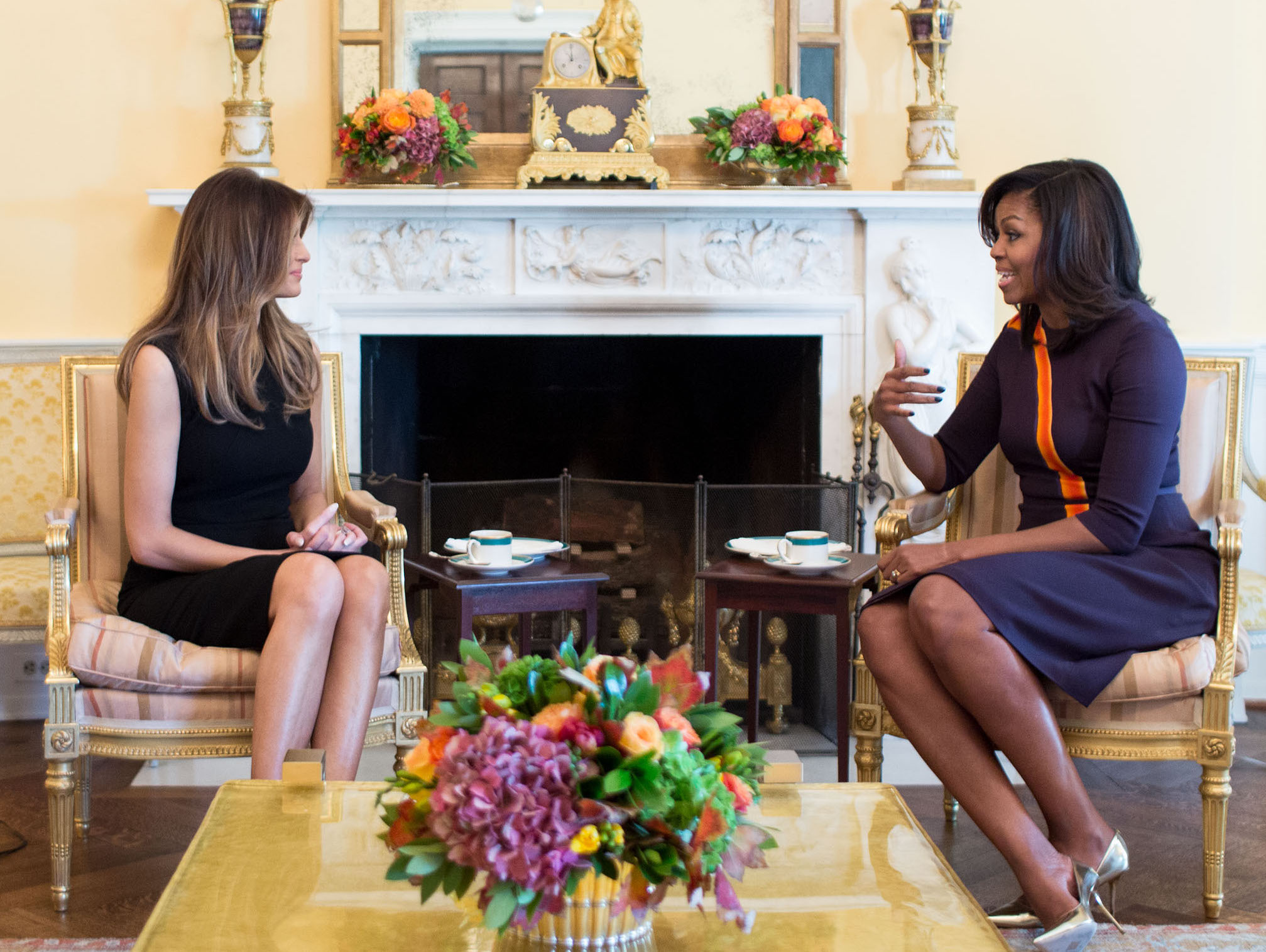
Đệ Nhất Phu nhân Michelle Obama tiếp đón Đệ Nhất Phu nhân tương lai Melania Trump tại Nhà Trắng năm 2016

## Các Đệ Nhất Phu nhân Hoa Kỳ

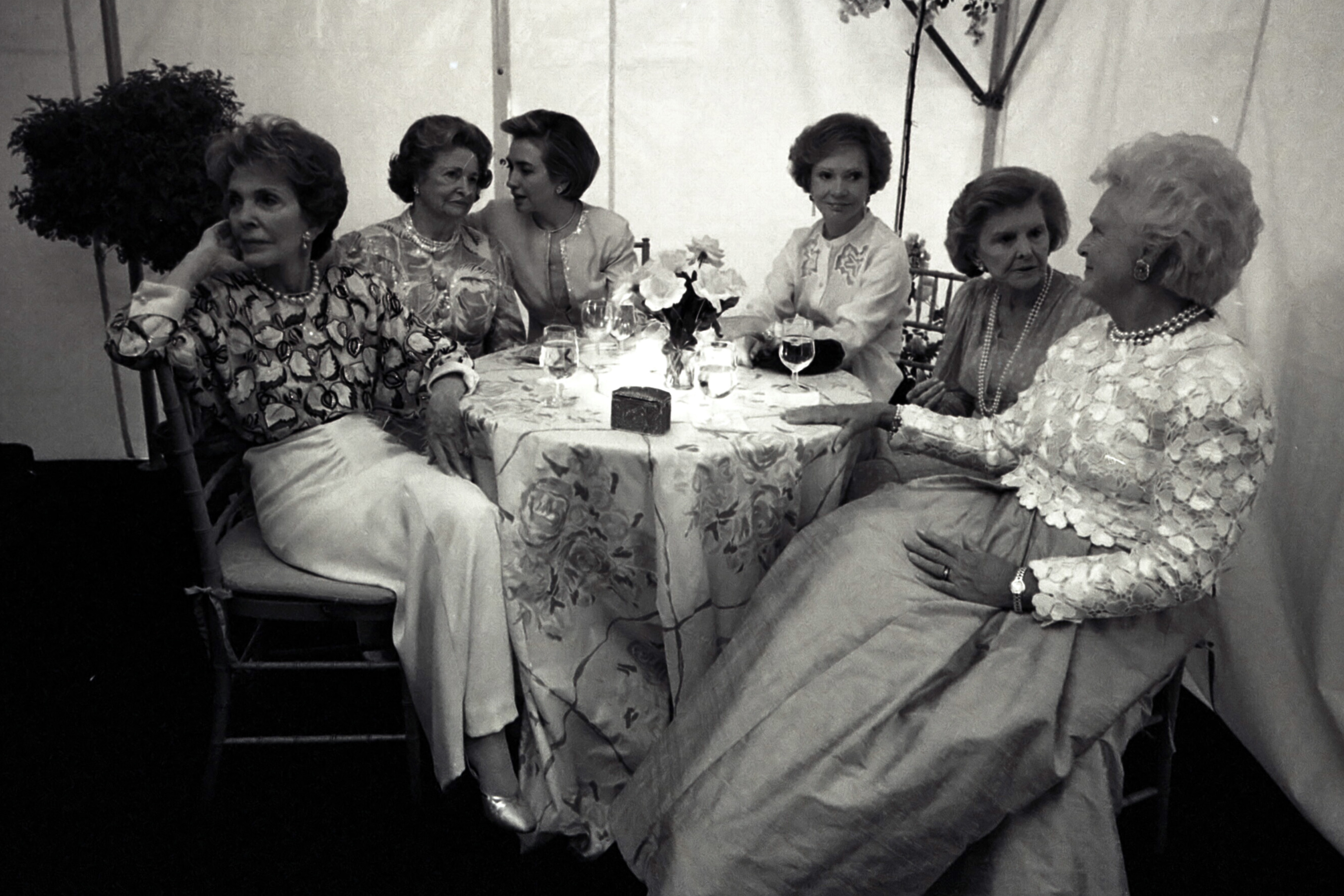
Các Đệ Nhất Phu nhân, từ trái qua là bà Nancy Reagan, Lady Bird Johnson, Hillary Clinton, Rosalynn Carter, Betty Ford, và Barbara Bush vào ngày 11 tháng 5 năm 1994. Cựu Đệ Nhất Phu Nhân, bà Jacqueline Kennedy Onassis, vắng mặt vì bệnh, và qua đời một sau khi tấm hình này được chụp